# 新藤卓広
新藤 卓広（しんどう たかひろ、1988年 -）は、日本の推理作家・公務員。宮崎県宮崎市出身。中央大学法学部卒。2012年、『秘密結社にご注意を』で第11回『このミステリーがすごい!』大賞の優秀賞を受賞。宮崎市在住。

## 作品

### 単著
- 『秘密結社にご注意を』（2013年2月 宝島社 / 2014年4月 宝島社文庫）
- 『アリバイ会社にご用心』（2016年5月 宝島社文庫）

### アンソロジー
- 「走馬灯」（2013年5月・宝島社文庫『もっとすごい!10分間ミステリー』）
- 「趣味は人間観察」（2013年7月・宝島社文庫『5分で読める!ひと駅ストーリー 夏の記憶 東口編』）
- 「キャッチボールとサンタクロース」（2013年12月・宝島社文庫『5分で読める!ひと駅ストーリー 冬の記憶 東口編』）
- 「ネコが死んだ。」（2014年9月・宝島社文庫『5分で読める!ひと駅ストーリー 猫の物語』）
- 「趣味は人間観察」（2015年5月・宝島社文庫『5分で凍る!ぞっとする怖い話』）
- 「異星間刑事捜査交流会」（2015年10月・宝島社文庫『5分で読める!ひと駅ストーリー 食の話』）